# Куйо Куев
Куйо Марков Куев е български литературен историк, медиевист, специалист по история на старобългарската и славянските литератури и полско-българските литературни отношения, професор в Софийския университет, където в годините 1972 – 1976 е декан на Факултета по славянски филологии, преподавател по български език в Ягелонския университет (1937 – 1939), директор на Центъра по българистика към БАН, културен аташе в Полша (1948 – 1951), главен редактор на научното списание „Palaeobulgarica“ (1982 – 1991).

## Трудове
- Чувството за природата у Иван Вазов (1943)
- Konstantyn Kostenecki w literaturze bulgarskiej i serbskiej (1950)
- Полско-българки речник. Slownik polsko-bulgarski (1961) – съавтор
- „Черноризец Храбър“ (1967) – докторска дисертация
- Климент Охридски. Събрани съчинения. Т.1 – 3 (1970 – 1977) – съавтор
- Азбучната молитва в славянските литератури (1974)
- Съдбата на старобългарската ръкописна книга през вековете (1979)
- Иван Александровият сборник от 1348 г. (1981)
- Събрани съчинения на Константин Костенечки (1984)